# بیکیمپی دلامینی
بیکیمپی دلامینی (انگلیسی: Bhekimpi Dlamini; زاده ۲۶ نوامبر ۱۹۲۴ – درگذشته ۱ نوامبر ۱۹۹۹) سیاستمدار اهل اسواتینی بود. وی نخست‌وزیر سابق اسواتینی بود.